# Knooppunt Srmin
Knooppunt Srmin (Sloveens: Razcep Srmin) is een knooppunt in Slovenië ten oosten van de stad Koper. Op het knooppunt kruist de A1 naar Ljubljana met de H5 naar Triëst en Koper. 
Het knooppunt is uitgevoerd als een mixvorm tussen een splitsing en een trompetknooppunt. De hoofdrichting van het knooppunt is tussen Ljubljana en Koper. Verder zijn er afritten naar de R406 en R741 in het knooppunt aanwezig.
| Aansluitende wegen | Aansluitende wegen | Aansluitende wegen | Aansluitende wegen | Aansluitende wegen |
| ------------------ | ------------------ | ------------------ | ------------------ | ------------------ |
|                    |                    | richting Trieste   |                    |                    |
|                    |                    |                    |                    |                    |
| richting Koper     | richting Ljubljana |                    |                    |                    |
|                    |                    |                    |                    |                    |
|                    |                    |                    |                    |                    |

Dolga Vas · 
Dragučova · 
Draženci · 
Gabrk · 
Koseze · 
Kozarje · 
Malence · 
Nanos · 
Slavček · 
Slivnica · 
Srmin · 
Zadobrova